# HD 222004
HD 222004，又名CD-3217593，SAO 214659、HR 8956，是一颗恒星，视星等为6.52，位于銀經12.12，銀緯-73.17，其B1900.0坐标为赤經23h 31m 48.3s，赤緯-32° -73.17′ 28″。